# Thera praefecta
Thera praefecta är en fjärilsart som beskrevs av Louis Beethoven Prout 1914. Thera praefecta ingår i släktet Thera och familjen mätare. Inga underarter finns listade i Catalogue of Life.